# Catherine Bellis
Catherine Cartan Bellis, detta CiCi (San Francisco, 8 aprile 1999), è un'ex tennista statunitense.
Ha raggiunto la posizione numero 35 raggiunta il 14 agosto 2017 in singolare. Nella sua breve carriera ha ottenuto nei tornei del Grande Slam, come miglior risultato in singolare, due terzi turni: uno all'US Open 2016 e l'altro al Roland Garros 2017; mentre in doppio ha raggiunto un quarto turno a Wimbledon 2017. Ha vinto un torneo WTA 125s e nove tornei ITF, di cui due in doppio.
A causa dei ripetuti problemi fisici si è ritirata a gennaio 2022 a soli ventidue anni, dopo oltre un anno di inattività.

## Carriera

### Junior
Nel 2013 ha vinto la trentunesima edizione dei campionati mondiali juniores, il Les Petits As sia nel singolare, che nel doppio in coppia insieme a Jaeda Daniel. Nella stagione 2014 ottiene buoni piazzamenti, ad aprile vince il Trofeo Bonfiglio mentre al Roland Garros raggiunge la finale del doppio ragazze in coppia con Markéta Vondroušová, grazie a quest'ultimo risultato avanza fino alla seconda posizione mondiale.
Nel mese di dicembre 2014, grazie ai risultati ottenuti nell'Orange Bowl, conquista la prima posizione mondiale.

### 2014-2016: il primo torneo WTA
Nel circuito ITF ha vinto un titolo nel doppio in coppia con la connazionale Alexis Nelson. Il 9 agosto vince il USTA Girls' 18s National Championship ottenendo così l'accesso al tabellone principale per gli US Open. A sorpresa riesce a superare il primo turno eliminando in tre set la dodicesima testa di serie Dominika Cibulková, è la più giovane tennista a vincere un incontro a New York dal 1996. Al secondo turno si arrende a Zarina Dijas. Vince il suo primo titolo ITF in singolare ad ottobre nel torneo di Rock Hill e si ripete la settimana successiva a Florence.

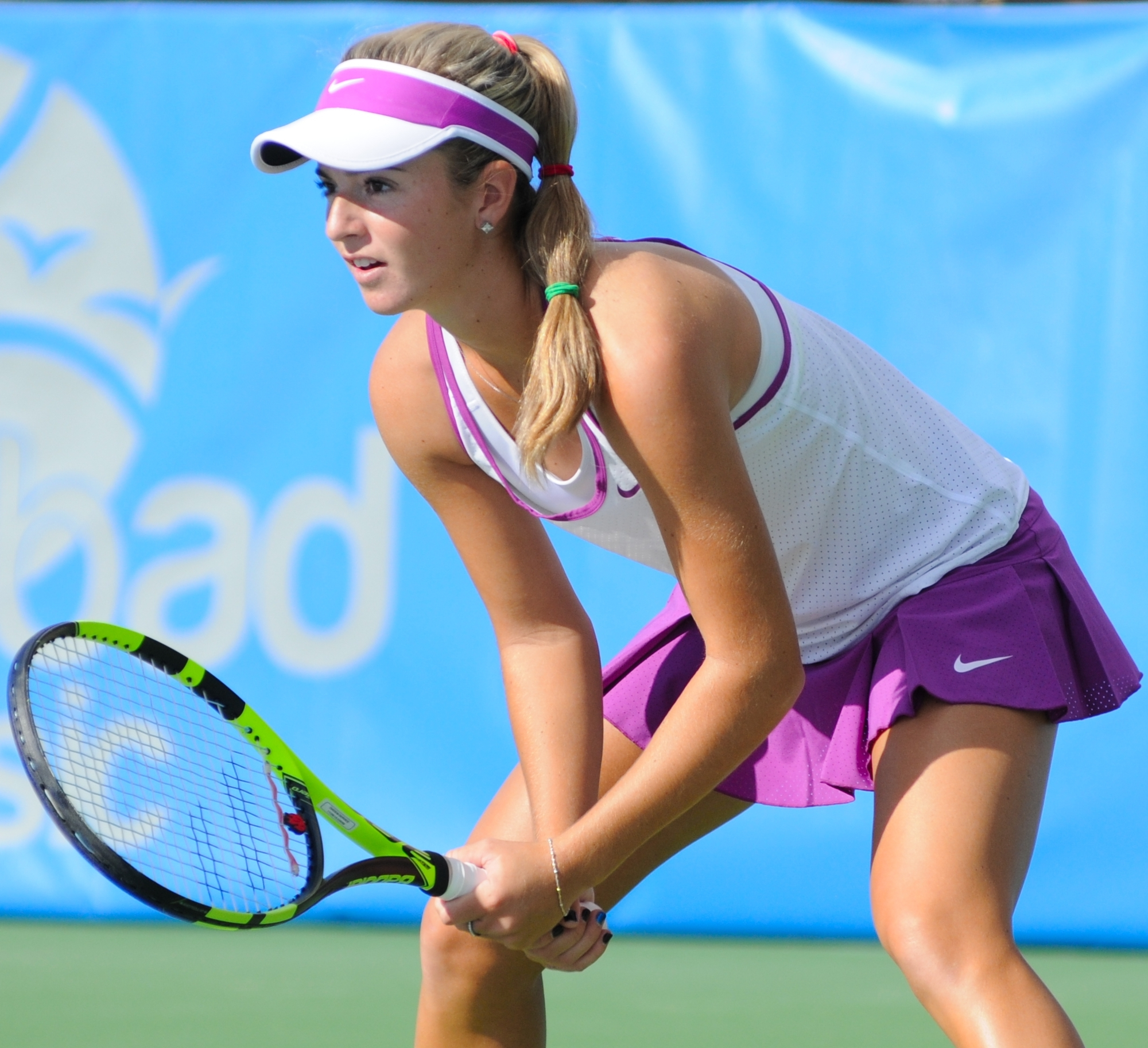
Catherine nel 2015

Comincia il 2015 concentrandosi sui tornei ITF, vinceno il torneo 25 000 di Santa Fe. Nel mese di marzo esordisce anche nei tornei Premier, ottenendo una wild-card per il torneo di Miami dove sconfigge al primo turno Indy de Vroome e in quello successivo si vendica della sconfitta subita contro Zarina Dijas. Nel terzo turno affronta la numero uno al mondo Serena Williams, in uno scambio tra diverse generazioni di statunitensi, che la sconfigge con un netto 6–1, 6–1.
Nel 2016 si concentra nei tornei ITF ma nel mese di luglio riesce a raggiungere a sorpresa i quarti di finale nel torneo premier di Stanford. Lì viene sconfitta dalla testa di serie numero 1 Venus Williams con un netto 6–4, 6–1. Nel mese di agosto centra le qualificazioni per gli US Open, dove successivamente riesce ad avanzare fino al terzo turno, eliminata dalla futura campionessa Angelique Kerber. Nel finire di stagione vince due tornei ITF da 50.000 consecutivi e grazie a questi risultati entra per la prima volta nella top-100 mondiale. Il 27 novembre 2016 vince il torneo WTA 125s di Honolulu superando in finale la cinese Zhang Shuai per 6–4, 6–2, spingendosi fino alla posizione 75 del ranking.

### 2017: best ranking
Inizia l'anno prendendo parte al Qatar Total Open dove non passa le qualificazioni. A Dubai sconfigge in ordine: Julija Putinceva, Laura Siegemund, Agnieszka Radwańska, per poi perdere nei quarti di finale contro Caroline Wozniacki. Agli Indian Wells Masters viene eliminata al primo turno da Kirsten Flipkens. A Monterrey non fa meglio, stavolta battuta da Naomi Broady. Nel Rabat Open arriva ai quarti di finale dove viene sconfitta da Varvara Lepchenko. A Madrid batte Dar'ja Gavrilova, però è costretta a fermarsi contro Sorana Cîrstea. A Roma passa le qualificazioni senza particolari problemi, avanza al secondo turno dopo aver sorpassato Misaki Doi, ma è costretta ad arrestarsi al secondo turno da Kiki Bertens, la quale le lascia solo 4 giochi.
Entra direttamente nel tabellone principale al Roland Garros dove, dopo aver eliminato a sorpresa Bertens vendicando la sconfitta patita a Roma due settimane, perde nuovamente contro Wozniaki, stavolta strappandole un set però. Raggiunge il suo best ranking (n°40 al mondo) una settimana prima di raggiungere la semifinale al torneo in erba di Maiorca (battendo Carla Suárez Navarro, Mona Barthel e Karolína Plíšková), dove deve arrendersi a Julia Goerges che le infligge un doppio 6–1. A Wimbledon il sorteggio le riserva al 1º turno la mina vagante Azarenka, che la batte in tre set. A Stanford batte in ordine: Alizé Cornet, Verónica Cepede Royg, Petra Kvitová, per poi perdere in semifinale contro la connazionale Coco Vandeweghe per 3–6, 1–6. Prende parte al torneo di Montreal dove batte Julia Görges, Svetlana Kuznecova, ma cede di fronte a Caroline Garcia. A Cincinnati perde nuovamente contro Alizé Cornet al terzo set. Nell'ultimo torneo del Grande Slam non va oltre al primo turno dove viene sconfitta da Nao Hibino. Anche nel doppio, in coppia con Markéta Vondroušová, non va meglio. A Tokyo viene sconfitta all'esordio da Anastasija Pavljučenkova. A Wuhan viene sconfitta da Ashleigh Barty. Conclude l'anno alla posizione 35 del ranking, migliorando di cinque posizioni il suo best ranking, diventando così la tennista più giovane presente nella top 40.

### 2018: stop forzato
Prende parte al Brisbane International dove viene fermata da Karolína Plíšková al secondo turno. A Sydney, dopo aver passato le qualificazioni, batte Magdaléna Rybáriková, per poi arrendersi ad Agnieszka Radwańska. Partecipa al primo Grande Slam dell'anno, l'Australian Open, dove viene eliminata in rimonta al primo turno da Kiki Bertens. Perde al primo turno anche nel doppio in coppia con Markéta Vondroušová. Prende parte al Qatar Total Open dove, dopo aver superato le qualificazioni, e approfittando del ritiro al primo turno di Daria Kasatkina, batte la connazionale Madison Keys per 6–0 nel terzo set; la n° 5 del ranking, Karolína Plíšková, in due set, per poi perdere contro la n° 2 del mondo Simona Halep. Ottenuto il bye per il primo turno al torneo di Dubai, supera Elise Mertens, perdendo contro Garbiñe Muguruza al terzo turno. Nel masters di Indian Wells sconfigge Sara Sorribes Tormo, per poi venire rimontata da Elena Vesnina per 6–2, 1–6, 1–6; mentre a Miami si arrende a Viktoryja Azaranka. Annuncia a fine giugno di essersi sottoposta a un intervento chirurgico al polso destro dopo il match disputato contro Azaranka. Con tale match, termina la stagione per l'americana.

### 2019: il rientro
Scivolata alla posizione n° 740 il 18 marzo, esce definitivamente dalla classifica WTA la settimana seguente. Grazie a una wildcard, Bellis ritorna in campo nel mese di novembre a Houston, dopo quasi 600 giorni dall'ultima partita disputata e quattro interventi tra polso e gomito destro. Superate le qualificazioni (si impone su Alexa Glatch per 6–4 6–3 nell'ultimo round), si sbarazza all'esordio di Ellen Perez e della favorita Varvara Lepchenko; tuttavia, viene sconfitta negli ottavi di finale da Kirsten Flipkens con un doppio 4–6. In seguito, il suo nome riappare nuovamente in graduatoria, precisamente al 852º posto.

### Il ritiro
Il 20 gennaio 2022, a quattordici mesi di distanza dall'ultimo incontro disputato, annuncia il ritiro dall'attività agonistica a causa dei problemi al polso che la affliggono dal 2018.

## Circuito WTA 125

### Singolare

#### Vittorie (1)
| N. | Data             | Torneo                | Superficie | Avversaria in finale | Punteggio |
| 1. | 27 novembre 2016 | Hawaii Open, Honolulu | Cemento    | Zhang Shuai          | 6–4, 6–2  |

## Statistiche ITF

### Singolare

#### Vittorie (7)
| Torneo $100.000 (0) |
| Torneo $80.000 (1)  |
| Torneo $75.000 (0)  |
| Torneo $60.000 (0)  |
| Torneo $50.000 (2)  |
| Torneo $25.000 (4)  |
| Torneo $15.000 (0)  |
| Torneo $10.000 (0)  |

| N. | Data            | Torneo                                                | Superficie  | Avversaria in finale | Punteggio             |
| 1. | 12 ottobre 2014 | Rock Hill Rocks Open, Rock Hill                       | Cemento     | Lauren Embree        | 6–4, 6–0              |
| 2. | 19 ottobre 2014 | Florence Open, Florence                               | Cemento     | Ysaline Bonaventure  | 6–2, 6–1              |
| 3. | 1º marzo 2015   | Del Mar Financial Partners Inc. Open, Rancho Santa Fe | Cemento     | Maria Sanchez        | 6–2, 6–0              |
| 4. | 13 giugno 2016  | Sumter                                                | Cemento     | Valeria Solovyeva    | 6–1, 6–3              |
| 5. | 17 ottobre 2016 | National Bank Challenger Saguenay, Saguenay           | Cemento (i) | Bianca Andreescu     | 6–4, 6–2              |
| 6. | 6 novembre 2016 | Tevlin Women's Challenger, Toronto                    | Cemento     | Jesika Malečková     | 6–2, 1–6, 6–3         |
| 7. | 25 ottobre 2020 | ButlerCars.com Tennis Classic, Macon                  | Cemento     | Marta Kostjuk        | 6–4, 6(4)–7, 0–0 rit. |

#### Sconfitte (1)
| Torneo $100.000 (0) |
| Torneo $80.000 (0)  |
| Torneo $75.000 (0)  |
| Torneo $60.000 (0)  |
| Torneo $50.000 (0)  |
| Torneo $25.000 (1)  |
| Torneo $15.000 (0)  |
| Torneo $10.000 (0)  |

| N. | Data             | Torneo                                  | Superficie | Avversaria in finale | Punteggio     |
| 1. | 21 febbraio 2016 | City Of Surprise Women's Open, Surprise | Cemento    | Jamie Loeb           | 6–3, 1–6, 3–6 |

### Doppio

#### Vittorie (2)
| Torneo $100.000 (1) |
| Torneo $80.000 (0)  |
| Torneo $75.000 (0)  |
| Torneo $60.000 (0)  |
| Torneo $50.000 (0)  |
| Torneo $25.000 (0)  |
| Torneo $15.000 (0)  |
| Torneo $10.000 (1)  |

| N. | Data             | Torneo                               | Superficie  | Compagna      | Avversarie in finale         | Punteggio        |
| 1. | 16 marzo 2014    | ITF Women's Circuit Orlando, Orlando | Terra verde | Alexis Nelson | Sally Peers Natalie Pluskota | 6–2, 0–6, [11–9] |
| 2. | 1º febbraio 2016 | Dow Corning Tennis Classic, Midland  | Cemento (i) | Ingrid Neel   | Naomi Broady Shelby Rogers   | 6–2, 6–4         |

## Grand Slam Junior

### Doppio

#### Sconfitte (1)
| Tornei del Grande Slam  |
| ----------------------- |
| Australian Open (0)     |
| Open di Francia (1)     |
| Torneo di Wimbledon (0) |
| US Open (0)             |

| N. | Data          | Torneo                  | Superficie  | Compagna            | Avversarie in finale            | Punteggio        |
| 1. | 7 giugno 2014 | Open di Francia, Parigi | Terra rossa | Markéta Vondroušová | Ioana Ducu Ioana Loredana Roșca | 1–6, 7–5, [9–11] |

## Risultati in progressione
| Sigla | Risultato               |
| ----- | ----------------------- |
| V     | Vincitore               |
| F     | Finalista               |
| SF    | Semifinalista           |
| O     | Oro olimpico            |
| A     | Argento olimpico        |
| SF    | Bronzo olimpico         |
| QF    | Quarti di Finale        |
| 4T    | Quarto turno            |
| 3T    | Terzo turno             |
| 2T    | Secondo turno           |
| 1T    | Primo turno             |
| RR    | Round Robin             |
| LQ    | Turno di qualificazione |
| A     | Assente                 |
| ND    | Non disputato           |

| Legenda superfici    |
| -------------------- |
| Cemento              |
| Terra battuta        |
| Erba                 |
| Superficie variabile |

### Singolare
Aggiornato a fine Western & Southern Open 2020
| Australian Open       | A               | A               | A               | A               | 1T              | A               | 3T            | 0 / 2     | 2–2       |
| French Open           | A               | Q1              | A               | 3T              | A               | A               |               | 0 / 1     | 2–1       |
| Wimbledon             | A               | A               | A               | 1T              | A               | A               | ND            | 0 / 1     | 0–1       |
| US Open               | 2T              | Q3              | 3T              | 1T              | A               | A               |               | 0 /3      | 3–3       |
| Totale                | 1–1             | 0–0             | 2–1             | 2–2             | 0–1             | 0–0             | 2–1           | 0 / 5     | 5–5       |
| Giochi olimpici       |                 |                 |                 |                 |                 |                 |               |           |           |
| Giochi olimpici       | Non disputati   | Non disputati   | A               | Non disputati   | Non disputati   | Non disputati   | Non disputati | 0 / 0     | 0–0       |
| Tornei di fine anno   |                 |                 |                 |                 |                 |                 |               |           |           |
| WTA Finals            | Non qualificata | Non qualificata | Non qualificata | Non qualificata | Non qualificata | Non qualificata | ND            | 0 / 0     | 0–0       |
| WTA Premier Mandatory |                 |                 |                 |                 |                 |                 |               |           |           |
| Indian Wells          | A               | A               | A               | 1T              | 2T              | A               | ND            | 0 / 2     | 1-2       |
| Miami                 | A               | 3T              | 1T              | A               | 1T              | A               | ND            | 0 / 3     | 2-3       |
| Madrid                | A               | A               | A               | 2T              | A               | A               | ND            | 0 / 1     | 1-1       |
| Pechino               | A               | A               | A               | A               | A               | A               | ND            | 0 / 0     | 0-0       |
| WTA Premier 5         |                 |                 |                 |                 |                 |                 |               |           |           |
| Doha / Dubai[1]       | A               | A               | A               | QF              | QF              | A               | A             | 0 / 2     | 6-2       |
| Roma                  | A               | A               | A               | 2T              | A               | A               |               | 0 / 1     | 1-1       |
| Montréal / Toronto    | A               | A               | A               | 3T              | A               | A               | ND            | 0 / 1     | 2-1       |
| Cincinnati            | A               | A               | A               | 1T              | A               | A               | 2T            | 0 / 2     | 1-2       |
| Wuhan                 | A               | A               | A               | 1T              | A               | A               | ND            | 0 / 1     | 0-1       |
| Carriera              |                 |                 |                 |                 |                 |                 |               |           |           |
| Tornei giocati        | 7               | 12              | 16              | 12              | 7               | 1               | 5             | 60        | 60        |
| Titoli                | 0               | 0               | 0               | 0               | 0               | 0               | 0             | 0         | 0         |
| Finali                | 0               | 0               | 0               | 0               | 0               | 0               | 0             | 0         | 0         |
| Totale V–S            | 14-7            | 16-12           | 45-16           | 18-12           | 7-7             | 2-1             | 6–5           | 108-60    | 108-60    |
| Vittorie %            | 67%             | 57%             | 74%             | 60%             | 50%             | 67%             | 55%           | 64%       | 64%       |
| Ranking di fine anno  | 257             | 248             | 75              | 60              | 130             | 860             |               | 1089799 $ | 1089799 $ |

Note
- 1 Il Dubai Tennis Championships e il Qatar Ladies Open di Doha si scambiano frequentemente lo status tra evento Premier ed evento Premier 5.

### Doppio nei tornei del Grande Slam
| Torneo          | 2014 | 2015 | 2016 | 2017 | V--S |
| --------------- | ---- | ---- | ---- | ---- | ---- |
| Australian Open | A    | A    | A    | A    | 0–0  |
| French Open     | A    | A    | A    | A    | 0–0  |
| Wimbledon       | A    | A    | A    | QF   | 3–1  |
| US Open         | A    | A    | 1T   |      | 0–1  |
| Totale          | 0–0  | 0–0  | 0–1  | 3–1  | 3–2  |

### Doppio misto nei tornei del Grande Slam
Nessuna partecipazione

## Vittorie contro giocatrici Top 10
| Stagione | 2017 | 2018 | Totale |
| Vittorie | 2    | 1    | 3      |

| #    | Giocatrice          | Ranking | Evento                            | Superficie | Turno | Punteggio     | Rank. CCB |
| ---- | ------------------- | ------- | --------------------------------- | ---------- | ----- | ------------- | --------- |
| 2017 |                     |         |                                   |            |       |               |           |
| 1.   | Agnieszka Radwańska | 6       | Dubai Tennis Championships, Dubai | Cemento    | 3T    | 6–4, 4–6, 6–2 | 70        |
| 2.   | Svetlana Kuznecova  | 8       | Canadian Open, Montréal           | Cemento    | 2T    | 6–4, 7–5      | 36        |
| 2018 |                     |         |                                   |            |       |               |           |
| 3.   | Karolína Plíšková   | 5       | Qatar Ladies Open, Doha           | Cemento    | 3T    | 7–6(4), 6–3   | 48        |